# Dat hoef je niet te nemen!
Dat hoef je niet te nemen! De organisatie van de sociale actie is het laatste boek van de Amerikaanse activist en schrijver Saul Alinsky. Het werd gepubliceerd in 1971 vlak voor zijn dood in juni 1972. Rules for Radicals werd naar het Nederlands vertaald door Marjan Fleischer en in 1974 gepubliceerd door Uitgeverij Bert Bakker.
Het doel van het boek was om hulp te bieden aan toekomstige communautaire organisatoren bij het verenigen van gemeenschappen met lage inkomens om voor hen meer sociale, politieke, juridische en economische macht te verkrijgen. Alinsky verwerkt hierin de lessen en ervaringen die hij heeft opgedaan tijdens zijn werk als communautair organisator tussen 1939 en 1971 en richtte deze lessen op de huidige en nieuwe generaties van links-radicalen.
Dat hoef je niet te nemen! is verdeeld over tien hoofdstukken en bevat tien lessen over hoe een communautair organisator met succes mensen kan verenigen in een actieve organisatie om een verandering teweeg te brengen met betrekking tot verscheidene maatschappelijke onderwerpen. Het boek gaat naast het onderwerp van communautaire organisatie ook in op andere zaken die variëren tussen ethiek, onderwijs, communicatie, geweldloosheid en politieke filosofie.

## Achtergrond
De inspiratie voor het schrijven van Dat hoef je niet te nemen! werd getrokken uit de persoonlijke ervaringen van Alinsky als communautair organisator. Ook vormden de lessen die hij heeft geleerd van professor Robert Park van de Universiteit van Chicago een basis voor het boek. De methoden die Alinsky had ontwikkeld en beoefend worden in het boek dan ook beschreven als een gids voor de toekomstige communautaire organisatoren van de nieuwe generatie radicalen.